# 테시 앙토니 드 나사우
테시 앙토니 드 나사우(프랑스어: Tessy Antony de Nassau, 1985년 10월 28일 ~ )는 룩셈부르크의 여성 사업가이자 비영리 임원이다. 그녀는 룩셈부르크 대공 앙리의 셋째 아들인 룩셈부르크 공자 루이의 전 부인으로서 룩셈부르크 대공가의 전 구성원이다.
그 부부는 2006년에 결혼했고 두 아들을 낳았다. 2017년 1월, 그들은 런던에서 이혼 절차가 진행되면서 그들의 별거와 이혼 의사를 발표했다. 그들의 이혼은 2019년 4월 4일에 마무리되었다. 그들의 이혼에 따라, 앙토니 드 나사우는 룩셈부르크, 부르봉파르마, 그리고 나사우의 공자빈 직함을 잃었다.